# Shinano (1944)
El Shinano (信濃?   nombrado como una antigua provincia japonesa, en la actualidad Prefectura de Nagano) fue el mayor portaaviones y con el mayor desplazamiento de la Armada Imperial Japonesa. Fue una reconversión de un acorazado clase Yamato, pero no llegó siquiera a entrar en acción porque fue hundido por un submarino estadounidense el 29 de noviembre de 1944, sólo diez días después de entrar en servicio, cuando se trasladaba desde Yokosuka al puerto de Kure. Es el mayor buque de guerra hundido por un submarino.

## Diseño y construcción
Debía ser el tercer miembro de los acorazados de la clase Yamato de acuerdo al Plan de suplementos navales de 1939, su nombre fue en remembranza de la antigua provincia de Shinano. Su quilla fue colocada en el arsenal de Yokosuka que albergaba un gran dique seco alargado expresamente para el proyecto de 330 m de largo, al casco se le asignó el n°110. En el diseño se contemplaba una leve reducción del blindaje vertical (10-20 mm menos) respecto a sus hermanos de la clase Yamato.
Su construcción estaba supeditada al desarrollo de los futuros acontecimientos, el acorazado tenía fecha de término para 1945;  en diciembre de 1941 su avance se ralentizó. 
Sin embargo, tras la desastrosa batalla de Midway en 1942 y la consiguiente pérdida japonesa de cuatro portaaviones de escuadra. Estando en avance en un 45%, sus planos fueron alterados en septiembre de 1942 para ser reconvertido en portaaviones y fue terminado como tal. Los ingenieros a cargo de la conversión fueron Fukuda Keiji y Izamura Seichi del Departamento técnico de la Marina Imperial Japonesa (Kaigon Kansei Hombu).
La reconversión fue hecha en el más absoluto secreto, confinando a los obreros dentro del astillero y levantando grandes parapetos. 
El Shinano tenía una pista de 260 m de longitud, realizada completamente de acero para darle más resistencia a los impactos de bomba, y recubierta por una capa amortiguadora compuesta de una mezcla de caucho y serrín de cedro rojo (sugi) y pino rojo (akamatsu), que le daba un distintivo tono rosado, contando con dos ascensores octogonales, localizados en las zonas de popa y proa.
Su puente, centrado en la eslora y situado a estribor, tenía la característica chimenea en ángulo de 26° respecto a la vertical vista en otras clases de portaaviones japoneses, como el Taihō y los clase Jun'yō. Tanto el sector de cubierta de vuelo a zona de popa como de proa estaba suspendida y abierta de modo similar a la clase Shōkaku. Bajo la línea de flotación se le instalaron sistemas antitorpedo denominados cofferdams, los cuales eran unos compartimentos estancos que hacían las veces de coraza reactiva frente al impacto de un torpedo. Superaba en 5,3 m la eslora del portaaviones Taihō y le doblaba en desplazamiento; de hecho, por desplazamiento no fue superado por portaaviones alguno hasta 11 años después de su botadura, cuando le superó el USS Forrestal (CVA-59), con sus 81 101 toneladas de desplazamiento, por apenas unas 9000 toneladas.
El diseño como portaaviones contemplaba la incorporación de persianas de acero en el hangar y ventiladores para facilitar la ventilación y evacuación de gases de combustible. El Shinano como otros portaaviones anteriores no llevaba catapultas de vapor.
Como sistema de alerta electrónica, al Shinano se le equipó con una radar Tipo 21 y un radar Tipo 13 con alcance de 100 km de distancia. 
El armamento configurado asignado del Shinano era radicalmente diferente del de sus gemelos debido a su conversión. Dado que el portaaviones estaba diseñado para misiones de apoyo, estaba proyectado una gran cantidad de armamento antiaéreo: 16 cañones de 127 mm, 125 cañones antiaéreos de 25 mm, y 336 lanzacohetes de 50 mm en 28 montajes. Ninguna de estas armas llegó a ser empleada contra buques o aviones enemigos.
El armamento antiaéreo no estaba 100% instalado al momento de ser trasladado, solo las baterías triples Tipo 96, en Kure se contemplaba la instalación del total que incluían rampas de cohetes de 12 cm con carga explosiva e incendiaria en los montajes de popa y proa.
Después de los resultados de la Batalla del Golfo de Leyte, los militares ejercieron presión para la pronta terminación del Shinano. El buque fue botado por flotación creciente el 5 de octubre por inundación del dique, al momento de la botadura, por un error de lastre en la compuerta, el agua ingreso al dique seco sin que la gran embarcación estuviese suficientemente asegurada, como resultado el bulbo de proa donde se alojaba el compartimiento del hidrófono resultó dañado al golpearse la proa contra el malecón, lo que atrasó su entrega hasta el 8 de octubre.

## Salida y hundimiento
El 1 de noviembre, fue fotografiado a gran altura en las afueras de Yokosuka por un B-29 de reconocimiento pero no fue identificado como un portaviones por los estadounidenses, la situación fue detectada por la inteligencia japonesa y el Alto mando temiendo un bombardeo decidió trasladarlo a Kure para completar su equipamiento.  El 11 de noviembre, el ingeniero Hiroshi Arakawa le tomó una fotografía a bordo de un remolcador cuando estaba en pruebas en la bahía de Kisarazu.
Aun estando incompleto fue comisionado el 19 de noviembre de 1944 y en su puente se colocó el retrato del emperador Hirohito en una solemne ceremonia. Tan eficaz resultó el esfuerzo por mantener el secreto de su construcción que los estadounidenses no lo tenían considerado en su Manual de Reconocimiento de la Armada de Estados Unidos. 

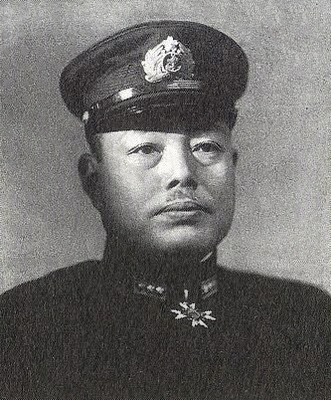
Capitán Toshio Abe

El objetivo del Shinano debía ser dotar de aviones y combustible a otros portaaviones y bases aéreas, contando con un pequeño grupo aéreo de unos 47 aviones como protección, siendo su capacidad máxima de unos 120 aparatos. También se le consideró para el transporte de bombas volantes kamikaze Yokosuka MXY-7.
Debido a que los EE. UU. habían masificado los bombardeos sobre Japón, el Alto Mando de la Armada decidió el traslado del Shinano a un puerto más seguro, el de Kure. Al mando de la nave se designó al capitán Toshio Abe, oficial sobreviviente del Hiryū. El Alto Mando no ignoraba que en las afueras de Yokosuka merodeaban submarinos enemigos, pero de todos modos se decidió correr el riesgo. Las instrucciones eran ir a la máxima velocidad posible y en zig-zag como defensa antisubmarina.
El 28 de noviembre de 1944, nueve días después de su botadura, zarpó, aún incompleto, a las 18:30  de Yokosuka junto a una escolta de tres destructores de la 17.ª División de Destructores, el Isokaze, el Yukikaze y el Hamakaze. 
En vez de seguir una ruta por el borde costero hasta alcanzar el Canal de Bungo, la formación navegando en zigzag tomo rumbo a mar abierto hasta bordear la isla de Zenu-su donde doblaron en dirección a dicho canal. La ruta los acercaba paulatinamente a la costa.

Diagrama de perfil y planta que muestra el lugar de los impactos de torpedo, las zonas inundadas inmediatamente tras el impacto (en violeta), y las zonas que se inundaban lentamente (en celeste) en el Shinano, la zona verde muestra un intento de contra inundación para contrarrestar el escoramiento.

Transportaba además vehículos suicidas de ataque, como seis lanchas Shinyo y 50 aviones-cohete Ohka. Cuando zarpó sobre sus cubiertas trabajaban aún más de mil obreros del arsenal de Yokosuka montando los equipos internos de la nave. El prematuro zarpado se hizo con solo ocho calderas operativas de las doce que poseía, además muchos de sus sistemas contra inundación y gran parte de los 1147 compartimientos estancos estaban todavía incompletos. Su tripulación era bisoña en términos de entrenamiento en emergencias y no estaban en condiciones de Comisionamiento.
Su velocidad máxima en ese momento era tan solo de 20 de los 27 nudos para lo que estaba concebido. Se consideró que esta velocidad era suficiente para desanimar a cualquier submarino enemigo. Pero la suerte no iba a estar de parte de los japoneses. El submarino estadounidense de clase Balao USS Archerfish (SS-311), que estaba de patrulla en superficie, lo sorprendió justo por casualidad mientras terminaba de reparar su radar a eso de las 19:15 a la salida de la bahía de Kure, frente al peñón de Inamba-Jima. Las señales de radar fueron detectadas por el Shinano e informadas al capitán Abe quien pensó que el submarino podía ser un señuelo para destacar (alejar) a su escolta. Se empezó a realizar rumbo antisubmarino en zig-zag. Abe ordenó a sus escoltas no alejarse de su posición bajo ningún motivo.
Joseph F. Enright, el capitán del submarino estadounidense, pensó inicialmente que se trataba de un buque tanque al comparar su silueta, el Shinano no estaba en los Manuales de Reconocimiento, sin embargo a las 21:30, uno de sus observadores, el marino Irwin Stewart, lo identificó acertadamente como silueta de un gran portaaviones y Enright pensó acertadamente que se trataba de un portaaviones importante debido a la escolta que llevaba, pero ignoraba de que portaaviones se trataba. Su velocidad era de 19 nudos en superficie; el Shinano navegaba a 20 nudos, pero determinada la dirección de la trayectoria zigzagueante hacía posible alcanzar un punto de intercepción muy al límite. Hechos los cálculos, Enright determinó que el curso general era de 210°.
A las 22:45 los vigías japoneses detectaron un objeto en superficie e inmediatamente el destructor Isokaze se destacó para identificar el contacto. Enright ordenó no sumergirse pensando que el destructor que se les venía encima lo confundiese con un pesquero. A menos de 5 millas, el Isokaze dio vuelta a babor y se reincorporó a la formación por instrucciones expresas de Abe.
La persecución se extendió por más de 8 h, hasta eso de las 2:15 en que el Shinano y su formación terminaron su zigzag y cambiaron rumbo hacia la posición del submarino estadounidense. Enright permaneció en superficie hasta que el alcance llegó a 11 km y ordenó inmersión a las 3:05 y maniobró para colocarse en posición de lanzamiento. El Archerfish logró alcanzar una posición de disparo a 19 m de profundidad y reguló sus torpedos para 3 m de profundidad, la distancia de disparo alcanzó los 1800 m y Enright ordenó lanzar una salva de torpedos con intervalos de 8 segundos. A las 3:17, cuando el Shinano se encontraba a 1,3 km de distancia, 4 torpedos de los 6 lanzados hicieron blanco. Inmediatamente la escolta se puso a la caza del submarino enemigo.
El capitán Toshio Abe consideró que los impactos habían sido amortiguados por los bulgues antitorpedo y ordenó no bajar la velocidad, pero la escora creciente del Shinano le indicó que los sistemas habían fallado. La velocidad del Shinano hizo que debido a la presión hidráulica debido al avance, el agua penetrara en gran cantidad y a gran presión en los combados mamparos dañados. Los daños iniciales no fueron catastróficos, y podrían haberse controlado de haber estado terminados los sistemas de control de inundación y emergencias, y la tripulación bien entrenada, pero debido a lo incompleto de los sistemas antiinundación, bombas que no habían sido instaladas y válvulas aún no operativas la inundación hizo escorar fuertemente al malogrado portaaviones, en la desesperación incluso se recurrió a la infructuosa medida de sacar el agua con baldes formando cadena humana. La situación poco a poco se tornó caótica y la escora alcanzó a las 5:00 AM los casi 19°. El capitán Abe intentó acercar el navío a la costa para encallarlo, pero no hizo más que agravar la inundación. A las 7:00, cuando amanecía, el Shinano ya sin impulso tenía una escora de 20° y Abe ordenó retirar el retrato del emperador y transferirlo a uno de sus escoltas. A las 10:18 Abe ordenó el abandono del buque.
El gigantesco navío poco a poco se fue escorando e inundando, y hacia las 11:00 del 29 de noviembre de 1944 el Shinano zozobró de popa y se hundió dando la vuelta, llevándose a más de 1435 marinos y trabajadores civiles con él. El capitán Abe y un oficial alférez llamado Yazuda se encerraron en la timonera contándose entre las víctimas. El Shinano se hundió a 4000 m de profundidad en la posición32°16′N 137°0′E / 32.267, 137.000 a unos 175 km de la costa japonesa. Los destructores rescataron 1080 náufragos. El USS Archerfish logró escapar a las cargas de profundidad de los destructores.
Los supervivientes fueron confinados en la isla de Mitsuko hasta enero de 1945.